# Maffrécourt
Maffrécourt je francouzská obec v departementu Marne v regionu Grand Est. Žije zde 57 obyvatel.

## Geografie

### Sousední obce
| Růžice kompasu | Dommartin-sous-Hans |                      | La Neuville-au-Pont | Růžice kompasu |
| Růžice kompasu | Sever               |                      |                     | Růžice kompasu |
| Růžice kompasu | Maffrécourt         |                      |                     | Růžice kompasu |
| Růžice kompasu | Jih                 |                      |                     | Růžice kompasu |
| Růžice kompasu | Valmy               | Braux-Sainte-Cohière | Chaudefontaine      | Růžice kompasu |